# Tri Yann
Tri Yann (Три Ян) — французская фолк-группа, играющая бретонскую музыку. Создана в 1970 году в городе Нанте тремя молодыми людьми, которых звали Жанами (Jean) — по-бретонски Yann. Первоначальное название группы, Tri Yann an Naoned, означает «Три Яна из Нанта».  Первое публичное выступление группы состоялось в городе Плуарнель  27 декабря 1970 года.

## Актуальный состав группы
- Jean Chocun — подпевки, мандолина, банджо, дульцимер
- Jean-Paul Corbineau (26 августа 1948 – 16 декабря 2022)  — вокал, подпевки, гитара акустическая
- Jean-Louis Jossic — вокал, подпевки, круммхорн, бомбарда, шалмей, псалтерий
- Gérard Goron — подпевки, ударные, перкуссия, мандолончелло (мандолина), дульцимер, гитара электрическая
- Jean-Luc Chevalier — гитары акустическая и электрическая, контрабас
- Konan Mevel — волынка, бретонская волынка (veuze), Нортумбрийские дудки[англ.] и ирландская волынка, лоу-вистл
- Freddy Bourgeois — подпевки, фортепиано, клавишные
- Christophe Peloil — подпевки, скрипка, альт, безладовый бас, вистл

## Бывшие участники группы
- Christophe Le Helley — средневековые инструменты
- Bruno Sabathe — клавишные
- Louis-Marie Seveno — скрипка, контрабас
- Christian Vignolles — гитары, контрабас, клавишные
- Jérome Gasmi — ударные
- Mylène Coué — вокал
- Bleunwenn Mevel — вокал
- Bernard Baudriller — вокал, скрипка, флейта поперечная

## Дискография

### Альбомы
- 1972: Tri Yann an Naoned
- 1973: Dix ans, dix filles
- 1974: Suite gallaise
- 1976: La découverte ou l’ignorance
- 1978: Urba
- 1981: An heol a zo glaz — Le soleil est vert
- 1983: Café du bon coin
- 1985: Anniverscène (концертный)
- 1988: Le vaisseau de pierre
- 1990: Belle et rebelle
- 1995: Portraits
- 1996: Tri Yann en concert (концертный)
- 1998: La veillée du troisième millénaire (в сотрудничестве с Mathieu Vidart)
- 1998: La Tradition symphonique (выступление с Национальным оркестром Страны Луары)
- 2001: Le pélegrin
- 2001: 30 ans au Zenith
- 2003: Marines
- 2004: La Tradition symphonique 2 (выступление с Национальным оркестром Страны Луары)
- 2007: Abysses
- 2011: Rummadoù (Générations)
- 2012: Le concert des 40 ans (Live CD & DVD)
- 2016: La Belle Enchantée

### Сборники
- 1976: Les filles des forges (2 диска)
- 1981: Si mort a mors
- 1986: Master Serie
- 198?: Tri Yann — Succès (2 диска)
- 198?: Collection Tri Yann
- 1994: Inventaire 1970—1993
- 1995 Inventaire Volume 2
- 1996: Ar Gwellañ gant Tri Yann — Le Meilleur de Tri Yann (2 CD)
- 1998: Trilogie (3 CD)
- 1999: L’essentiel en concert
- 2003: La musique a une histoire. Anthologie Tri Yann (3 CD)
- 2007: Tri Yann — Best of (1972—1990)
- 2007: Morceaux de Choix
- 2011: Double Best Of 40ème anniversaire

### Видеозаписи
- 1993: Inventaire le concert (режиссёр: Christian Robin). Только VHS.
- 1996: Les coulisses de Tri Yann Tournée été 1996 (режиссёр Christophe Dagobert). Только VHS.
- 2001: Trente ans au Zénith (DVD).
- 2004: Les racines du futur (DVD + сборник CD аудио).

### Также участвовали в
- 1999: мюзикл «Эскалибур» в постановке Алана Симона (композиция «Pour l’amour de la reine»);
- 1999: Bretagnes à Bercy (DVD. 3 композиции соло, 3 композиции совместно с Dan Ar Braz, Gilles Servat, Алан Стивелл, Armens. Также представлены соло выступления каждого из перечисленных артистов и групп;
- 2002: Festival Interceltique de Lorient 2001 года (DVD, одна композиция Tri Yann);
- 2004: Nuit Celtique III invite la Corse. Au stade de France (DVD совместно с I Muvrini и Susanna Seivane);
- 2006: Légende musicale (CD).
- 2009: рок-опера Анна Бретонская в постановке Алана Симона (композиции «Le lys et l’hermine» и «L’Italie»).